# Ladomirov
Ladomirov és un poble i municipi d'Eslovàquia. Es troba a la regió de Prešov, al nord del país.

## Història
La primera referència escrita de la vila data del 1567.

## Demografia
| Godina             | 1994 | 2004   | 2014    | 2024    |
| ------------------ | ---- | ------ | ------- | ------- |
| Nombre de persones | 382  | 353    | 290     | 251     |
| Diferència         |      | −7,59% | −17,84% | −13,44% |

| Godina             | 2023 | 2024   |
| ------------------ | ---- | ------ |
| Nombre de persones | 256  | 251    |
| Diferència         |      | −1,95% |